# Javania
Javania is een geslacht van neteldieren uit de klasse van de Anthozoa (bloemdieren).

## Soorten
- Javania antarctica (Gravier, 1914)
- Javania borealis Cairns, 1994
- Javania cailleti (Duchassaing & Michelotti, 1864)
- Javania californica Cairns, 1994
- Javania cristata Cairns & Polonio, 2013
- Javania erhardti Cairns, 2004
- Javania exserta Cairns, 1999
- Javania fusca (Vaughan, 1907)
- Javania insignis Duncan, 1876
- Javania lamprotichum (Moseley, 1880)
- Javania pseudoalabastra Zibrowius, 1974